# Юлий II (Микеланджело, бронза)

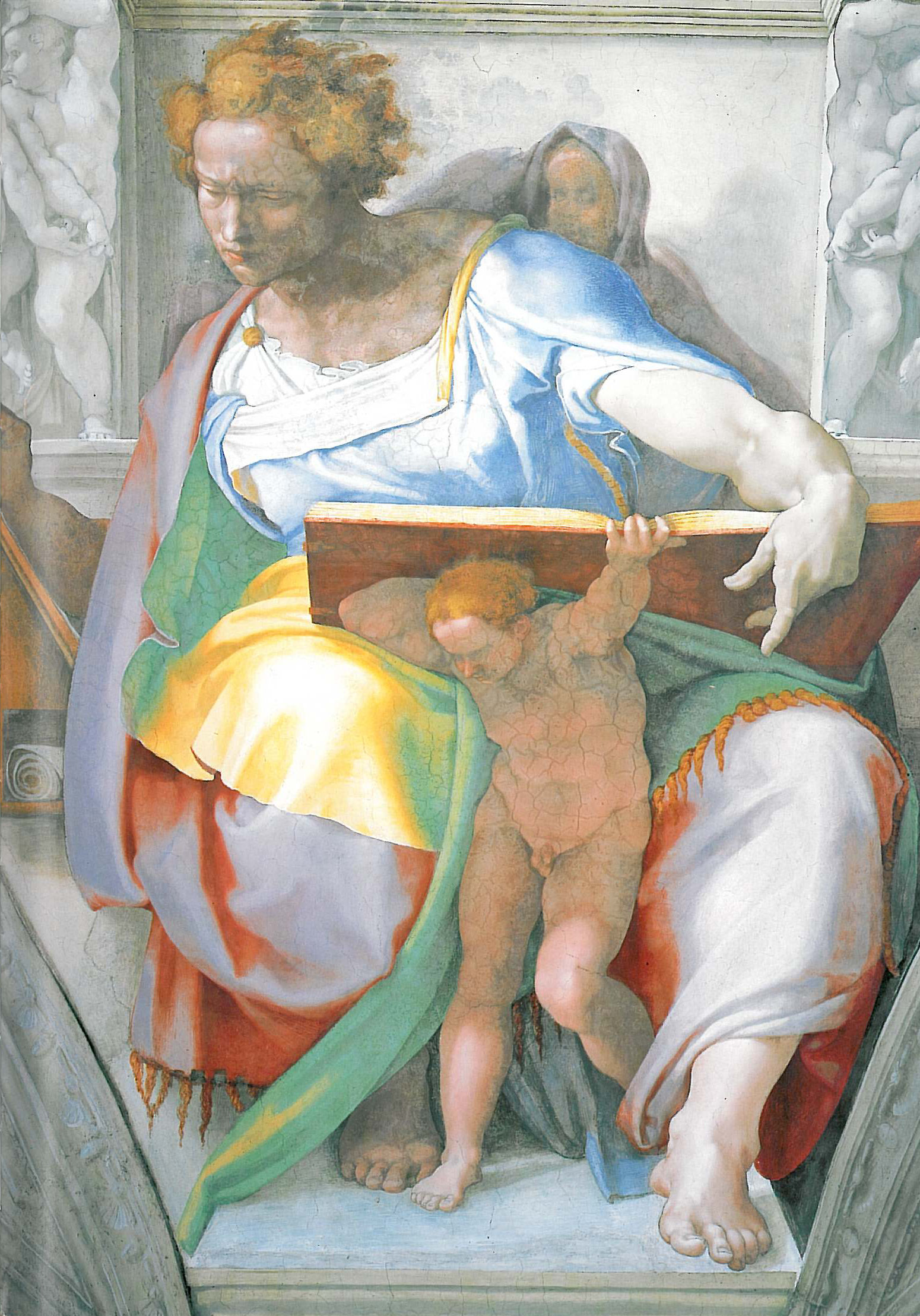
«Пророк Даниил» (фреска Микеланджело)

«Юлий II» (итал. Giulio II benedicente) — утраченная бронзовая скульптура Микеланджело, созданная им в Болонье по заказу папы римского Юлия II.

## История создания
Юлий II завоевал Болонью в 1508 году и заказал бронзовую статую Микеланджело, чтобы отметить возвращение города под свою власть. Скульптура должна была изображать сидящего на коне понтифика. За эту работу Микеланджело должен был получить 1000 дукатов. Микеланджело не любил портретов и считал, что литьё бронзы — не его искусство[б], но был вынужден покориться. Первая попытка была неудачной, и нижнюю часть статуи пришлось доплавлять.
Скульптура была завершена 15 февраля, а установлена 21 февраля 1508 на фронтоне церкви Сан-Петронио в Болонье. Сам Микеланджело вернулся сначала во Флоренцию, где пробыл меньше месяца, а затем — в Рим. Уже 30 декабря 1511 года статуя была уничтожена. По Вазари, её «уничтожили Бентивольо[в], а бронзу продали Альфонсо Феррарскому[г], который сделал из неё большую пушку под названием „Юлия“, сохранив только голову статуи».
На месте статуи была установлена скульптура Бога-Отца с надписью: «Знай, что Бог сам является Господином» (лат. Scitote quoniam Deus ipse est Dominus).

## Сведения о произведении
По описанию Вазари, Микеланджело придал позе статуи «(…) величественный, торжественный вид, в роскошном пышном одеянии, с лицом, исполненным отваги, силы, энергии и строгости». Глиняная модель будущей статуи была завершена ещё до отъезда папы из Болоньи. Правая рука ниспосылала благословение, а в левой руке «Юлия II» по замыслу скульптора должна была быть книга, но папа сказал: «Дай лучше шпагу, я не разбираюсь в литературе».

## Образ в искусстве
Проект Баччо Бандинелли гробницы Климента VII был создан под влиянием от этой статуи Микеланджело. Сам проект был отклонён, но сохранился эскиз Бандинелли. На нём папа изображён сидящим, в левой руке у него книга, а правая очень резко поднята вверх; весь корпус развёрнут, словно для замаха. По Айнману, эта потерянная статуя нашла своё продолжение в пророке Данииле из фресок потолка Сикстинской капеллы. Он также проводит параллель с другими работами Микеланджело, изображающими сидящую фигуру — «Джулиано Медичи», «Лоренцо II Медичи» и «Моисеем».
Статуя упоминается в биографическом романе Ирвинга Стоуна «Муки и радости» (1961). В левой руке бронзового понтифика должны быть ключи к новому собору Святого Петра.

## Комментарии
а. ^ по утверждению Вазари — «пять локтей» 
б. ^ «Non era mia arte»
в. ^ Бентивольо (итал. Bentivoglio) — знатный род, правивший городом во второй половине XV в.
г. ^ Альфонсо I д’Эсте, герцог Феррары, Модены и Реджо